# Opération Aflame
 
L’opération Aflame (en flammes) était le nom de code donné à un raid des opérations combinées menées par le Commando n°12, de l’armée de terre britannique contre Berck en octobre 1942. Le plan consistait à monter une démonstration de force au large de la cote. Un lâcher de parachutistes factices et le débarquement du Commando n°12 pour persuader les Allemands qu'un important débarquement était sur le point d'être effectué, provoquant ainsi une réaction aérienne majeure des Allemands. L'opération Aflame devait faire partie de l'opération stratégique plus vaste, l'opération Overthrow,,.